# 제6회 카를로비바리 국제 영화제
제6회 카를로비바리 국제 영화제는 1951년 7월 14일에 열린 시상식이다.

## 수상 및 후보

### 대상(장편)
- The Kinght of the Golden Star - Julij Rajzman 수상

### 감독상(장편)
- Sans laisser d´adresse - Jean-Paul Le Chanois 수상

### 남우주연상(장편)
- Vstanou noví bojovníci - František Smolík 수상

### 다큐멘터리상
- Der Weg nach oben - Andrew Thorndike 수상